# Critics’ Choice Television Award/Bester Nebendarsteller in einer Comedyserie
Der Critics’ Choice Television Award in der Kategorie Bester Nebendarsteller in einer Comedyserie (Originalbezeichnung: Best Supporting Actor in a Comedy Series) ist eine der Auszeichnungen, die jährlich in den Vereinigten Staaten von der Broadcast Television Journalists Association, einem Verband von Fernsehkritikern, verliehen werden. Sie richtet sich an Schauspieler, die eine hervorragende Leistung in einer Nebenrolle in einer Comedy-Fernsehserie erbracht haben. Die Kategorie wurde 2011 ins Leben gerufen. Die Gewinner werden in einer geheimen Abstimmung durch die Fernsehkritiker des Verbandes ermittelt.

## Geschichte und Rekorde
Seit der ersten Verleihung hat die Broadcast Television Journalists Association eine Gesamtanzahl von zehn Preisen in der Kategorie Bester Nebendarsteller in einer Comedyserie an neun verschiedene Schauspieler verliehen. Der erste Preisträger war Neil Patrick Harris, der 2011 für seine Rolle als Barney Stinson in How I Met Your Mother ausgezeichnet wurde. Der bisher letzte Preisträger war Andrew Scott, der 2020 für seine Rolle als Priester in Fleabag geehrt wurde. Die Anzahl der Nominierungen lag ab der ersten Verleihung bei sechs, 2020 bei sieben Nominierungen.
Ältester Gewinner mit 63 Jahren war 2016 der US-Amerikaner Louie Anderson (Baskets), ältester nominierter Schauspieler mit 71 Jahren 2018 der US-Amerikaner Ed O’Neill (Modern Family). Jüngster Gewinner mit 32 Jahren war 2013 der US-Amerikaner Simon Helberg (The Big Bang Theory), jüngster nominierter Schauspieler mit 9 Jahren 2014 der US-Amerikaner Albert Tsai (Trophy Wife).
Die folgende Liste ist eine Aufzählung von Rekorden der häufigsten Nominierten und Gewinnern in der Kategorie Bester Nebendarsteller in einer Comedyserie. Die Gewinner und Nominierten in den anderen Serien- und Schauspielerkategorien werden nicht mitgezählt.
| Statistik                                       | Schauspieler/Serie | Anzahl | Jahre                                  |
| ----------------------------------------------- | ------------------ | ------ | -------------------------------------- |
| Häufigste Auszeichnungen (Schauspieler)         | Andre Braugher     | 2      | 2014, 2016 (Jan.)                      |
| Häufigste Nominierung (Schauspieler) (* = Sieg) | Andre Braugher     | 4      | 2014*, 2016 (Jan.)*, 2016 (Dez.), 2020 |
| Häufigste Nominierung ohne Sieg (Schauspieler)  | Danny Pudi         | 3      | 2011, 2012, 2013                       |
|                                                 | Tony Hale          | 3      | 2014, 2015, 2016 (Dez.)                |
|                                                 | Tituss Burgess     | 3      | 2015, 2016 (Dez.), 2018                |
| Häufigste Auszeichnungen (Serie)                | Brooklyn Nine-Nine | 2      | 2014, 2016 (Dez.)                      |
| Häufigste Nominierungen (Serie)                 | Modern Family      | 6      | 2011 (3×), 2012, 2016 (Dez.), 2018     |

## Gewinner und Nominierte
Die unten aufgeführten Fernsehserien werden mit ihrem deutschen Ausstrahlungstitel (sofern ermittelbar) angegeben, danach folgt in Klammern in kursiver Schrift der fremdsprachige Originaltitel. Die Nennung des Originaltitels entfällt, wenn deutscher und fremdsprachiger Serientitel identisch sind. Die Gewinner stehen hervorgehoben in fetter Schrift an erster Stelle.
2011
Neil Patrick Harris – How I Met Your Mother
Ty Burrell – Modern Family
Nick Offerman – Parks and Recreation
Ed O’Neill – Modern Family
Danny Pudi – Community
Eric Stonestreet – Modern Family
2012
Ty Burrell – Modern Family
Max Greenfield – New Girl
Nick Offerman – Parks and Recreation
Danny Pudi – Community
Jim Rash – Community
Damon Wayans, Jr. – Happy Endings
2013
Simon Helberg – The Big Bang Theory
Max Greenfield – New Girl
Alex Karpovsky – Girls
Adam Pally – Happy Endings
Chris Pratt – Parks and Recreation
Danny Pudi – Community
2014
Andre Braugher – Brooklyn Nine-Nine
Keith David – Enlightened – Erleuchtung mit Hindernissen (Enlightened)
Tony Hale – Veep – Die Vizepräsidentin (Veep)
Albert Tsai – Trophy Wife
Christopher Evan Welch – Silicon Valley (postum)
Jeremy Allen White – Shameless
2015
T. J. Miller – Silicon Valley
Tituss Burgess – Unbreakable Kimmy Schmidt
Jaime Camil – Jane the Virgin
Adam Driver – Girls
Tony Hale – Veep – Die Vizepräsidentin (Veep)
Cameron Monaghan – Shameless
2016 (Jan.)
Andre Braugher – Brooklyn Nine-Nine
Jaime Camil – Jane the Virgin
Jay Duplass – Transparent
Neil Flynn – The Middle
Keegan-Michael Key – Playing House
Mel Rodriguez – Getting On – Fiese alte Knochen (Getting On)
2016 (Dez.)
Louie Anderson – Baskets
Andre Braugher – Brooklyn Nine-Nine
Tituss Burgess – Unbreakable Kimmy Schmidt
Ty Burrell – Modern Family
Tony Hale – Veep – Die Vizepräsidentin (Veep)
T. J. Miller – Silicon Valley
2018
Walton Goggins – Vice Principals
Tituss Burgess – Unbreakable Kimmy Schmidt
Sean Hayes – Will & Grace
Marc Maron – GLOW
Kumail Nanjiani – Silicon Valley
Ed O’Neill – Modern Family
2019
Henry Winkler – Barry
William Jackson Harper – The Good Place
Sean Hayes – Will & Grace
Brian Tyree Henry – Atlanta
Nico Santos – Superstore
Tony Shalhoub – The Marvelous Mrs. Maisel
2020
Andrew Scott – Fleabag
Andre Braugher – Brooklyn Nine-Nine
Anthony Carrigan – Barry
William Jackson Harper – The Good Place
Daniel Levy – Schitt’s Creek
Nico Santos – Superstore
Henry Winkler – Barry
2021
Daniel Levy – Schitt’s Creek
William Fichtner – Mom
Harvey Guillén – What We Do in the Shadows
Alex Newell – Zoey’s Extraordinary Playlist
Mark Proksch – What We Do in the Shadows
Andrew Rannells – Black Monday